# Arrhyton taeniatum
Arrhyton taeniatum е вид влечуго от семейство Смокообразни (Colubridae). Видът не е застрашен от изчезване.

## Разпространение
Разпространен е в Куба.